# Sentheim
Sentheim (en alsacià Sante) és un municipi francès, situat a la regió del Gran Est, al departament de l'Alt Rin. L'any 2005 tenia 1.477 habitants.

## Demografia
| 1962 | 1968  | 1975 | 1982  | 1990  | 1999  |
| ---- | ----- | ---- | ----- | ----- | ----- |
| 936  | 1.018 | 927  | 1.042 | 1.162 | 1.378 |

## Administració
| Període | Identitat | Partit |
| ------- | --------- | ------ |
| 2001-   | Guy Jordy |        |